# Fiorente Football Club
Il Fiorente Football Club era una società di calcio italiana, con sede a Genova.

## Storia
Fondata prima della Grande Guerra dai futuri arbitri Carlo Dani ed Enrico Tergolina, disputa il campionato cadetto di Promozione 1914-1915, giocando nel III gruppo del comitato piemontese-ligure.
Dal dopo guerra partecipa al campionato regionale ligure di Promozione. Nella stagione 1919-1920 ottiene il terzo posto nel girone B della Liguria. In quella seguente raggiunse il terzo posto del girone semifinale C della Liguria. Nel campionato 1921-1922 ottenne il terzo posto del girone D ligure.
Nel 1922 partecipa alla prima edizione della Coppa Italia, venendo eliminato al primo turno dal Vado, società che si aggiudicherà poi il torneo.
Nella Seconda Divisione 1927-1928, corrispondente al terzo livello calcistico italiano, ottiene l'ultimo posto del girone A del nord Italia .
Nel 1929, al termine della Seconda Divisione 1928-1929, chiusa all'ultimo posto del girone A, non si iscrive al campionato successivo per dissesto finanziario.
Dopo due campionati di Terza Divisione tra il 1933 e 1935 la società scompare dal panorama calcistico nazionale.

## Colori e simboli
Lo stemma della squadra, da come si evince dalla medaglie prodotte dalla Pietro Ferrea, vedeva i colori sociali verde e rosso a strisce verticali, sormontati dalla croce di San Giorgio, simbolo cittadino.